# سمک (یوتا)
سمک (به انگلیسی: Samak) یک منطقهٔ مسکونی در ایالات متحده آمریکا است که در شهرستان سامیت، یوتا واقع شده‌است. سمک ۱۲٫۱ کیلومتر مربع مساحت و ۲۸۷ نفر جمعیت دارد و ۲٬۰۹۰ متر بالاتر از سطح دریا واقع شده‌است.